# Andrejs Siņicins
Andrejs Siņicins (* 30. Januar 1991 in Riga; russisch Андрей Синицын/Andrei Sinizyn) ist ein lettischer ehemaliger Fußballspieler.

## Karriere
Siņicins begann seine Fußballlaufbahn in seiner Heimatstadt Riga beim FK Auda, bevor er in die Jugendabteilung des lettischen Rekordmeisters Skonto Riga wechselte. Nachdem er seit 2007 in der zweiten Mannschaft gespielt hatte, erhielt er dort 2009 auch seinen ersten Profivertrag. Um Matchpraxis zu erlangen, wurde er kurz darauf an den Ligakonkurrenten Olimps Riga verliehen. Am 5. April feierte er beim 4:0-Erfolg gegen FK Daugava Riga sein Profidebüt, als er acht Minuten vor Schluss eingewechselt wurde. Danach schaffte er rasch den Sprung zum Stammspieler im offensiven Mittelfeld und kam regelmäßig in der Virslīga zum Einsatz. Am 33. Spieltag gelang ihm gegen den FC Tranzits sein erstes Tor. In der Saison 2010 war er sogar Kapitän seiner Mannschaft. In 23 Partien gelangen ihm immerhin sechs Treffer.
Nach Ablauf der Leihe kehrte er zu Skonto zurück und machte sein erstes Profispiel für den Klub ausgerechnet gegen seinen bisherigen Verein Olimps, wobei Skonto mit 4:0 die Oberhand behielt. Auch beim lettischen Spitzenteam schaffte er den Durchbruch zum Stammspieler und absolvierte noch 20 weitere Partien in der Virslīga. Sein einziges Tor gelang Siņicins dabei am fünften Spieltag.
Ab 2013 war er kurzfristiger bei seinen Vereinen: beiSpartaks und Trans Narva sowie bei FK Metta. Seit 2015 sind keine Profistationen mehr für Siņicins bekannt.

### Nationalmannschaft
Seit 2005 weist Siņicins regelmäßige Einsätze und Treffer in den Junioren-Teams Lettlands auf. Sein Debüt für die U-21-Auswahl gab er am 3. Juni 2011 beim 0:2 in der Slowakei.